# Den Bodhi

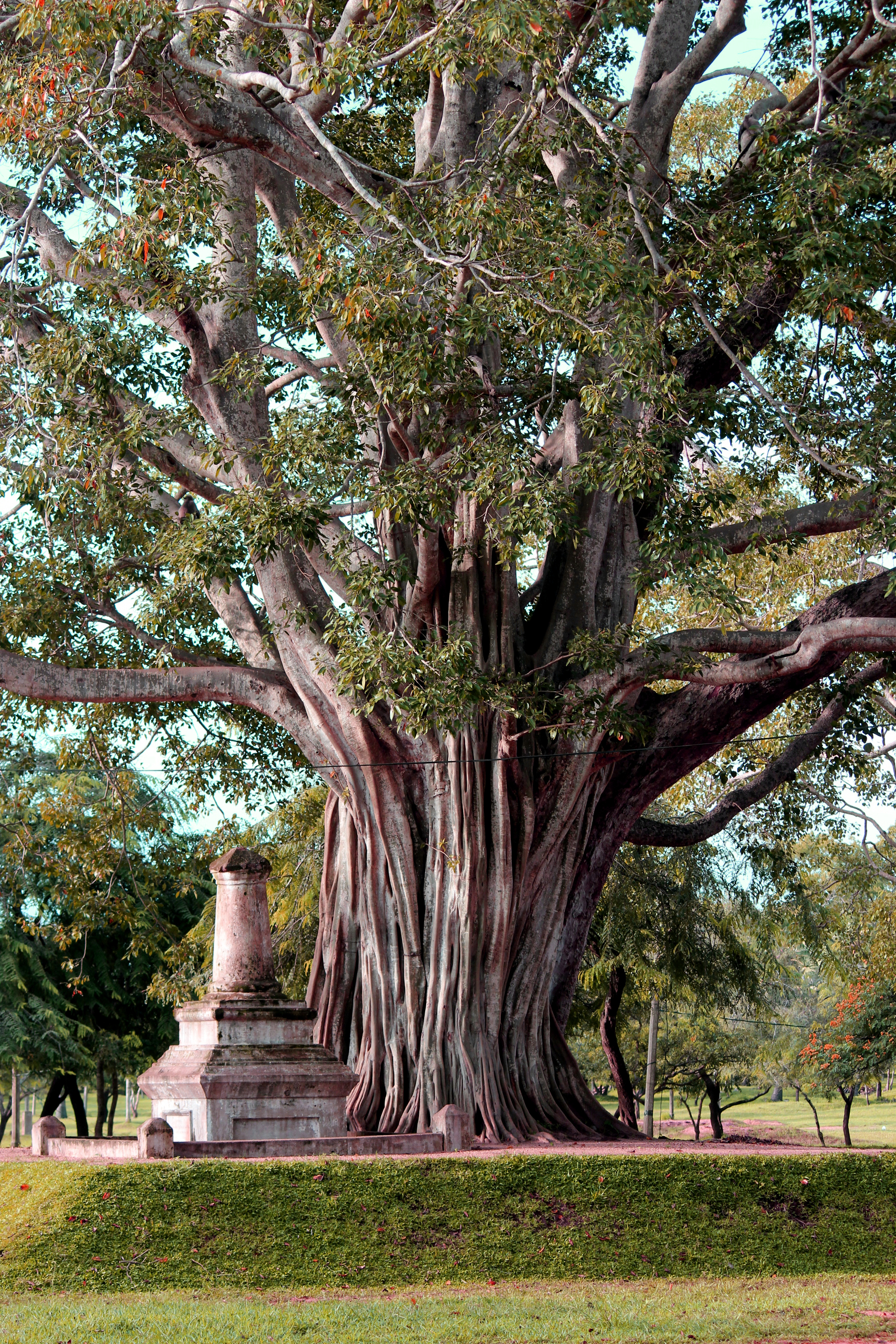
Strom Bodhi

Den Bodhi, známý také jako Laba Festival (v Číně) či Rohatsu (v Japonsku) je buddhistický svátek, který připadá na 8 den 12 měsíce čínského lunárního kalendáře a oslavuje den, kdy Siddhártha Gautama dosáhl osvícení pod stromem Bodhi a stal se Buddhou.

## Strom Bodhi
Strom Bodhi je posvátný fíkovník, který patří do druhu Ficus religiosa. Roste v blízkosti břehů řeky Falgu v Gaya v Indii, na tomto místě se nachází také buddhistický chrám, který je buddhisty považován za nejposvátnější poutní místo.

## Původ svátku
Před 2500 lety kdysi indický princ Siddhártha Gautama opustil asketický životní styl tím, že 49 dní usilovně meditoval pod stromem Bodhi. Hledal utrpení a jak se z něj osvobodit, až nakonec zažil Nirvánu, stav blaženosti, a stal se osvíceným, tedy Buddhou. Tento okamžik se stál základním kamenem buddhistického náboženství.

## Obdoby svátku
Den Bodhi je slaven především mahajánovými buddhisty. Theravádoví buddhisté sloučili Buddhovo narození, osvícení i smrt do jednoho svátku zvaného Vesak, který připadá na měsíc květen. Stejně tak tibetští buddhisté, kteří tento den slaví podle jiného lunárního kalendáře, zpravidla měsíc po Vesaku.
Mahajánoví buddhisté východní Asie, především z Číny, Japonska, Koreje a Vietnamu tyto tři slavné události rozdělili na tři dny, přičemž jedním z nich je právě Den Bodhi, neboli den Buddhova osvícení. Konkrétně v Číně nese název Laba Festival (zjednodušená čínština: 腊八), což znamená osmý den posledního měsíce čínského lunárního kalendáře. V Japonsku se nazývá Rohacu, a je slaven podle gregoriánského kalendáře 8. prosince.

## Symboly a tradice
Svátek je oslavován v poklidném duchu, bez přehlídek či fanfár. Mnoho buddhistů si pořizuje stromy Bodhi a podobně jako křesťané, zdobí vánoční stromky, na ně zavěšují korálky, barevná světýlka a ornamenty představující tři klenoty: červený, Buddha – plně osvícený, modrý, Dharma – Buddhovo učení a žlutý, Sangha – buddhistické kláštery či komunita. Tradičně také lidé lidé čtou buddhistické texty sútry, meditují doma, či za meditací navštěvují stúpy, buddhistické svatyně, které symbolizují klid a mír. Pije se čaj, jí speciální sušenky ve tvaru stromu Bodhi nebo jeho listů ve tvaru srdce.
Pro čínský Laba Festival je typický pokrm zvaný „Laba Congee“ z fazolí, různých druhů ořechů, sušeného ovoce i masa, či „Laba česnek“ máčený v octu.